# Asteriza
Asteriza là một chi bọ cánh cứng trong họ Chrysomelidae.
Chi này được Chevrolat in Dejean miêu tả khoa học năm 1837.

## Các loài
Chi này gồm các loài:
- Asteriza flavicornis (Olivier, 1790)